# Le train bleu (balletto)
Le train bleu è un balletto composto da Darius Milhaud nel 1924 su commissione di Sergej Djagilev per i Balletti Russi; il soggetto era di Jean Cocteau e la coreografia di Bronislava Nijinskaja. Il balletto è rappresentativo dell'avanguardia artistica del primo dopoguerra in Francia.

## Soggetto
Il balletto non si basa su di una storia, ma è composto da alcune scene che rappresentano una giornata qualsiasi vissuta dalla borghesia parigina in vacanza sulla Costa Azzurra, capolinea del treno da cui l'opera prende il nome. In questo contesto vengono rappresentati i giochi dei villeggianti, i loro passatempi con gli sport da spiaggia e i loro scherzi, in un clima leggero, superficiale e frivolo.

## La prima esecuzione
La scenografia della prima esecuzione fu di Henri Laurens che ambientò la scena su una spiaggia dai tratti cubisti. Il siparietto, calato durante l'ouverture dell'orchestra, era costituito da un'enorme tela (10,4 per 11,7 metri) che riproduceva il dipinto del 1922 di Pablo Picasso intitolato "Deux femmes courant sur la plage" che fu trasportato su quel supporto da Alexandre Shervashidze.
Gli eleganti costumi furono invece realizzati dalla giovane Coco Chanel. La première avvenne il 20 giugno 1924 a Parigi al Théâtre des Champs-Élysées con interpreti Bronislava Nijinskaja (la campionessa di tennis), Lydia Sokolova (Perlouse), Anton Dolin (beau gosse), Léon Woizikowsky (il giocatore di golf); l'opera però non riscosse grande successo e, dopo le prime repliche, venne messa da parte in quanto accusata di essere troppo volgare e, nel suo senso deteriore, troppo alla moda.

## Organico orchestrale
Ottavino, due flauti, due oboi, corno inglese, due clarinetti, clarinetto basso, due fagotti, quattro corni, tre trombe, tre tromboni, basso tuba, timpani, percussioni, archi